# Страхова угода

## Визначення
Угода страхування — це угода між страхувальником і страховиком, в силу якого страховик зобов'язується при настанні страхової події виплатити страхову суму страхувальнику або іншій особі, на користь якого складено угода страхування, а страхувальник зобов'язується оплатити страхові внески у встановлений термін.

## Умови угод страхування
Угода страхування може нести й інші умови, що визначаються за згодою сторін, і повинен відповідати основним умовам дії угоди, передбаченим цивільним законодавством України. Зокрема до найбільш істотних умов угоди страхування можна віднести:
1. Визначення події, що загрожує майновим інтересам особи, розглянутого сторонами у випадку страхової події як застрахованого. Подія, на випадок якої проводиться страхування, повинна мати ознаки імовірності і випадковості. Імовірність передбачає відсутність неминучості настання обговореного в угода події, а також реальність його настання, у зв'язку з чим ризик несення неприємних наслідків буде покладений на страховика. Випадковість означає неможливість передбачити настання події, незалежність події від бажання сторін. Незалежність визначається не в зв'язку з походженням події, а стосовно характеру наслідків, що проявилися, відвести настання яких ні страховик, ні застрахований не в змозі;
2. Об'єктом якого-небудь угоди страхування є визначеного роду майновий інтерес, характер якого служить причиною для віднесення того чи іншого угоди страхування до особистого, майнового або страхування відповідальності;
3. До числа істотних умов угоди страхування відноситься страхова сума, що являє собою грошову суму, виходячи з якої встановлюються розміри страхового внеску і страхової виплати. Фактично страхова сума дозволяє зробити страхову оцінку майнового інтересу, встановлюється верхня межа відповідальності страховика при настанні страхової події. Страховий внесок підкреслює характер відшкодування страхового угоди і являє собою плату за передачу ризику за інтересом, розмір якого визначається ступенем небезпеки, що загрожує майновим інтересам страхувальника і величиною страхової суми;
4. Термін сплати і розмір страхового внеску також відноситься до числа істотних умов угоди страхування;
5. Термін початку дії угоди страхування і його припинення. Угода страхування крім загальних умов, що визначають його правовий захист, повинен також ґрунтуватися на сумлінності і повній довірі сторін.

## Етапи проходження страхової угоди
Страхова угода в процесі своєї реалізації проходить чотири основних етапи:
1-й — подання страхувальником заяви про прийняття об'єкта на страхування;
2-й — вирішення страховиком питання щодо прийняття даного об'єкту на страхування (андеррайтинг);
3-й — укладення договору страхування (видача страхового полісу);
4-й — відшкодування збитків за договором страхування або виплата страхової суми (при особистому
страхуванні);

## Список використаної літератури
- Клапків М. С., Клапків Ю. М. Витоки національного страхового ринку України. Т. 2003
- Коньшин Ф. Государственное страхование в СРСР. М. 1968;
- Рыбников. Очерки из истории страхования в России. 1927;
- Holubnychy V. Soviet Insurance. Bulletin Institute for the Study of the USSR, 1955, Nr. 11, 1958.